# Ha Seok-ju
Ha Seok-ju (ur. 20 lutego 1968 w Hamyang) – południowokoreański piłkarz i trener. W barwach swojego kraju rozegrał 95 meczów strzelając przy tym 23 gole. Brał udział w Mistrzostwach Świata w Piłce Nożnej w 1994 i 1998 roku. Na Mundialu 1998 brał udział w meczu przeciwko Meksykowi.